# تیمبوک ۳

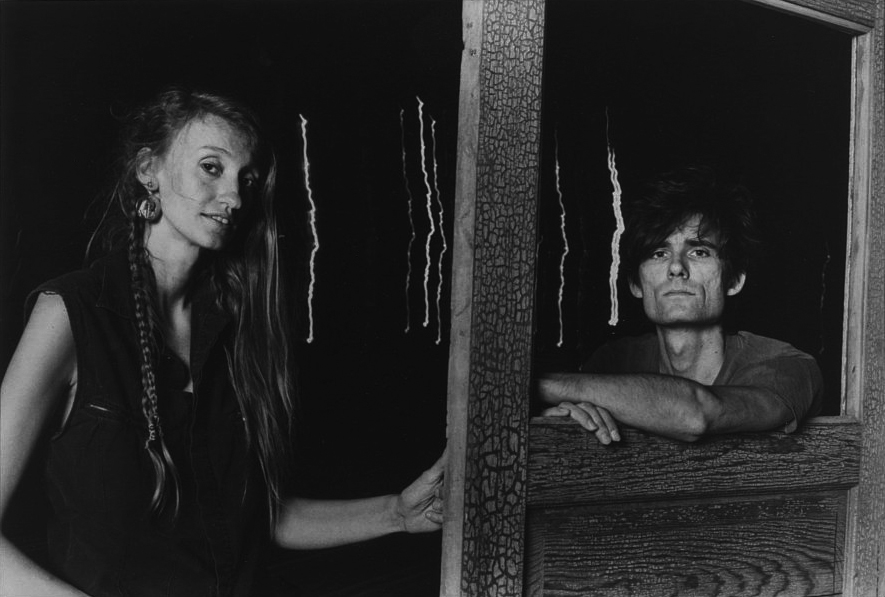
پت مک دونالد (راست) و باربارا کوی من(چپ)اعضای اصلی بند تیمبوک ۳

تیمبوک ۳، با سبک TIMBUK3، یک گروه راک آمریکایی بود که تعداد شش آلبوم استودیویی اصلی را بین سال‌های ۱۹۸۶ و ۱۹۹۵ منتشر کرد آنها بیشتر به خاطر ۲۰ تک آهنگ برترشان " The Future's So Bright, I Gotta Wear Shades " شناخته می‌شوند. موسیقی این گروه در بیش از ۲۰ آلبوم آلبوم گردآوری‌شده و موسیقی متن، یاد شده‌اند.

## حرفه
تیمبوک ۳ در سال ۱۹۸۴ در مدیسون، ویسکانسین، توسط تیم زن و شوهر پت مک دونالد (گیتار آکوستیک، الکتریک، باس و ام‌آی‌دی‌آی، سازدهنی، آواز، برنامه‌نویسی درام) و باربارا کوی‌من (گیتار الکتریک، گیتار آکوستیک) تشکیل شد. , ماندولین، ویولن، برنامه‌نویسی ریتم، آواز). در سال ۱۹۹۱ والی اینگرام (درامز) و کورتنی آودین (باس) به این دو پیوستند.
تیمبوک ۳ برای مدت کوتاهی در فیلم دی.او.ای. (فیلم ۱۹۸۸) در سال ۱۹۸۸ (با بازی دنیس کواید و مگ رایان به کارگردانی راکی مورتون و آنابل جانکل) به عنوان یک گروه موسیقی خانگی ظاهر شد. آنها آهنگ‌های «سکس زیاد، محبت کافی نیست» و «زندگی سخت است» را اجرا کردند.

## پایان گروه
پت مک دونالد و کویمن در سال‌های بعد از یکدیگر جدا شدند و پت در مصاحبه‌ای دلیل پایان همکاری گروه را این‌گونه بیان کرد که «اشعاری که من می‌نوشتم برای شریک من افسرده کننده بود و او حاضر نبود که آنها را بخواند!»

## دیسکوگرافی

### آلبوم‌های استودیویی
| سال  | عنوان                    | برچسب       | ایالات متحده {{سخ}} | AUS {{سخ}} | انگلستان {{سخ}} |
| ---- | ------------------------ | ----------- | ------------------- | ---------- | --------------- |
| ۱۹۸۶ | درود از Timbuk3          | IRS         | ۵۰                  | ۸۶         | ۵۱              |
| ۱۹۸۸ | کوچه عدن                 | IRS         | ۱۰۷                 | -          | -               |
| ۱۹۸۹ | لبه بیعت                 | IRS         | -                   | -          | -               |
| ۱۹۹۱ | عکس بزرگ در تاریکی       | IRS         | -                   | -          | -               |
| ۱۹۹۳ | اسپیس اورنانو            | هندوانه     | -                   | -          | -               |
| ۱۹۹۳ | Looks Like Dark to Me EP | خیابان اصلی | -                   | -          | -               |
| ۱۹۹۵ | صد عاشق                  | خیابان اصلی | -                   | -          | -               |

### آلبوم‌های دیگر
- برخی از بهترین‌های تیمبوک ۳: راهنمای میدانی (۱۹۹۲) (مجموعه بهترین بازدیدها)
- Espace Ornano (1993) (آلبوم زنده)
- Austin City Limits Live From Timbuk3 (2019) (آلبوم زنده)

### تک آهنگها
| سال  | عنوان                                           | ایالات متحده {{سخ}} | ایالات متحده{{سخ}} اصلی | AUS {{سخ}} | IRE {{سخ}} | NZ {{سخ}} | انگلستان {{سخ}} |
| ---- | ----------------------------------------------- | ------------------- | ----------------------- | ---------- | ---------- | --------- | --------------- |
| ۱۹۸۶ | " آینده خیلی روشن است، من باید سایه بپوشم "     | ۱۹                  | ۱۴                      | ۱۸         | ۱۱         | ۲۹        | ۲۱              |
| ۱۹۸۷ | "زندگی سخت است"                                 | -                   | ۳۵                      | -          | -          | -         | -               |
| ۱۹۸۷ | "تمام آنچه برای کریسمس می‌خواهم (صلح جهانی است)" | -                   | -                       | -          | -          | -         | -               |
| ۱۹۸۸ | "کشیش Jack & His Roamin' Cadillac Church"       | -                   | ۳۴                      | -          | -          | -         | -               |
| ۱۹۸۹ | "تعطیلی رسمی"                                   | -                   | -                       | -          | -          | -         | -               |
| ۱۹۹۵ | "فقط می‌خواهم با ذهنت شوخی کنم"                  | -                   | -                       | ۹۹         | -          | -         | -               |